# Mermelada de coco

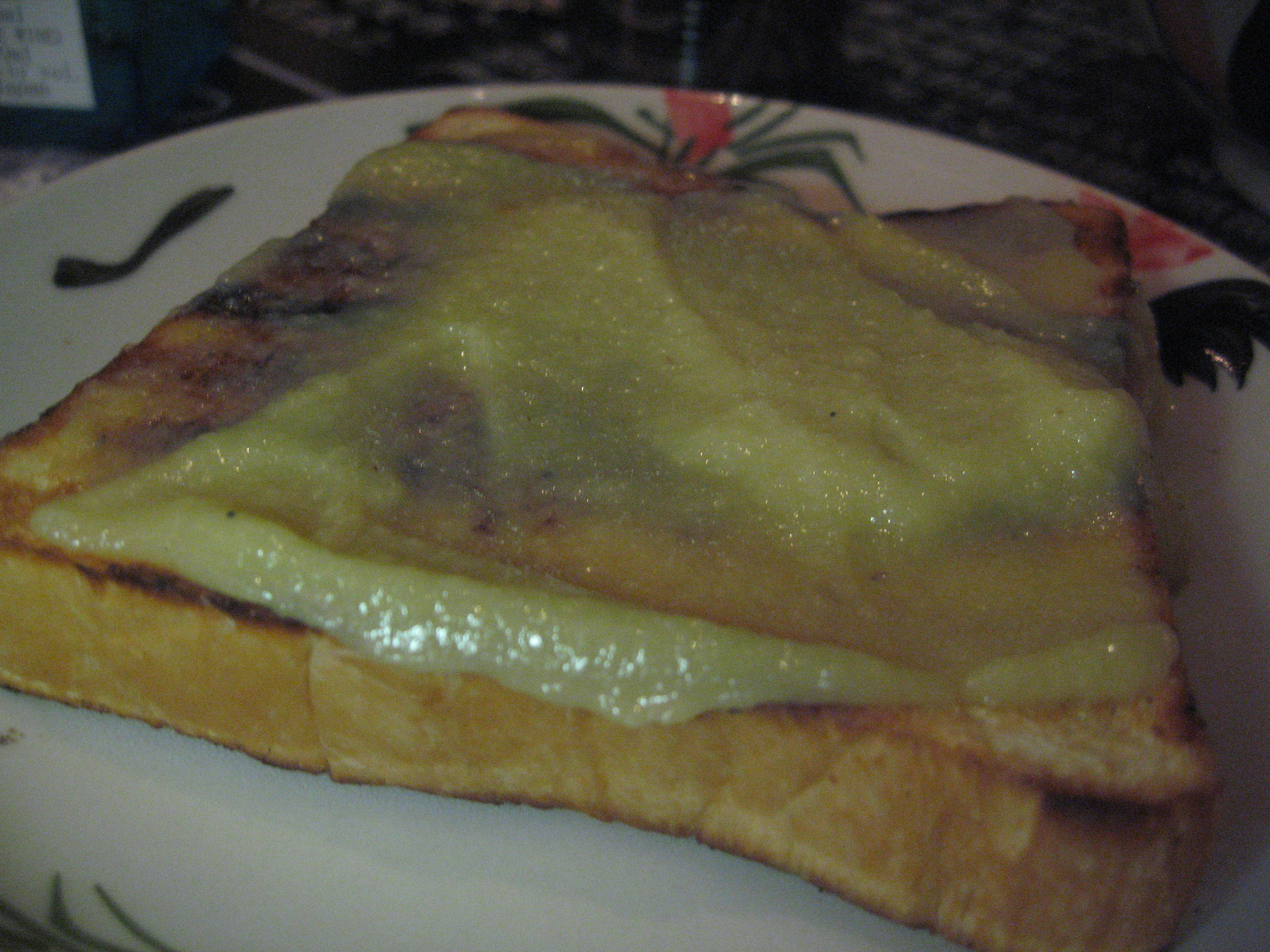
Tostada kopitiam, con mermelada de coco y huevo.

La mermelada de coco o kaya (en malayo, también seri kaya; en tagalo matamis sa bao, matamis na bao o kalamay-hati; en min del sur 咖吔, ka-iā) es un alimento untable, concretamente una crema de fruta, consumida principalmente en el sureste asiático y elaborada a partir de coco y azúcar.

## Malasia y Singapur
El kaya, también llamado sri kaya (de la palabra malaya para ‘rico’, por su color dorado) o mermelada de coco y huevo, es una mermelada hecha con leche de coco y huevo de pato o gallina, que se aromatiza con hoja de pandano y se endulza con azúcar. Procede del sureste asiático, probablemente de Indonesia o Malasia, como indican sus ingredientes tropicales (la leche de coco o santan y la hoja de pandano). El kaya es dulce y cremoso, están disponibles en versiones marrón dorada y verde según la cantidad de pandano y el grado de caramelización del azúcar. Como con otras mermeladas, suele untarse en tostadas para obtener la tostada de kaya, que se toma para desayunar pero puede disfrutarse todo el día.
El kaya se usa como cobertura para varios postres, incluyendo el pulut taitai o pulut tekan, una receta hecha de arroz glutinoso dulce teñido de azul con flor de conchita azul (bunga telang), y el pulut seri muka, un postre parecido pare teñido de verde con hoja de pandano. También se usa con arroz glutinoso para elaborar kuih seri kaya.

## Filipinas
La mermelada de coco filipina se hace con nata de coco (la primera y segunda prensada de carne de coco rallada) y azúcar o melaza. Se toma a menudo sobre una tostada y se emplea para elaborar kalamay.

## Tailandia
La sangkhaya (en tailandés สังขยา, săngkhàyăa) es un dulce parecido pero menos pegajoso y con una textura más parecida a una crema. A veces se llama crema de coco y se usa para elaborar sangkhaya fakthong (en tailandés สังขยาฟักทอง, săngkhàyăa fákthong; en lao sangkhaya maryu), kabocha sangkhaya o crema de calabaza, khao niaw sangkhaya (tailandés: ข้าวเหนียวสังขยา, khâao nĭaw săngkhàyăa), arroz glutinoso con sangkhaya y maphrao sangkhaya (tailandés: สังขยามะพร้าว, mápráao săngkhàyăa), sangkhaya servida en un coco. La sangkhaya es uno de los muchos postres basados en la cocina portuguesa introducida por Maria Guyomar de Pinha en el Reino de Ayutthaya.